# Jakub Gburek
Jakub Jacek Gburek (ur. 1969 we Wrocławiu, zm. 29 grudnia 2022) – polski biochemik, prof. dr hab. nauk farmaceutycznych.

## Życiorys
Był absolwentem Politechniki Wrocławskiej, 9 czerwca 1999 obronił pracę doktorską Charakterystyka wiązania hemoglobiny w kanalikach nerkowych, 5 listopada 2009 otrzymał stopień doktora habilitowanego. 15 września 2017 uzyskał tytuł profesora nauk farmaceutycznych. Został zatrudniony na stanowisku adiunkta w Katedrze i Zakładzie Biochemii Farmaceutycznej na Wydziale Farmaceutycznym z Oddziałem Analityki Medycznej Akademii Medycznej im. Piastów Śląskich.
Awansował na stanowisko profesora nadzwyczajnego w Katedrze i Zakładzie Biochemii Farmaceutycznej na Wydziale Farmaceutycznym z Oddziałem Analityki Medycznej Uniwersytetu Medycznego im. Piastów Śląskich we Wrocławiu.
Był profesorem i kierownikiem w Katedrze i Zakładzie Biochemii Farmaceutycznej na Wydziale Farmaceutycznym Uniwersytetu Medycznego im. Piastów Śląskich we Wrocławiu.